# Station Ascott-under-Wychwood
Ascott-Under-Wychwood is een station van National Rail in Ascott-under-Wychwood, West Oxfordshire in Engeland. Het station is eigendom van Network Rail en wordt beheerd door Great Western Railway. Het station is geopend in 1853. 